# Денисова Дарія Андріївна
Дарія Андріївна Денисова — українська художниця-живописець, ілюстратор книг для дітей та дорослих, почесний член спільноти художників України.

## Життепис
Народилася 19 липня 1989 в родині творчих людей. Батько, Денисов Андрій Вадимович, художник - монументаліст, а мати, Денисова Світлана Вікторівна, архітектор за фахом, яка зараз керує дитячою арт-студією, з дитинства зростили у Дар'ї жагу до мистецтва та розвинули художні здібності. У 15 років стала студенткою спеціалізованого ліцею мистецтв при художній академії, а у 22 роки з червоним дипломом закінчила Харківську Державну Академію Дизайну та Мистецтв.
З 2015 стала членом молодіжного союзу художників України.

## Освіта
2004-2006 Спеціалізований ліцей мистецтв при художній академії

2006-2012 Харківська державна академія дизайну та мистецтв ХГАДИ.

З 2015 є членом молодіжної спілки художників при Національній спілці художників України

## Творчість
Картини художниці стали бажаними експонатами на виставках, в галереях і приватних колекціях України, Росії, Європи, США, Індії та Ізраїлю.
Часті гості в творчості Дар'ї - коти. 
Свій стиль Дар’я називає “Щасливий живопис” (або "Хеппі арт" від англ. “Happy Art” - мистецтво щастя, або щасливе мистецтво), а на творчість її надихають подорожі навколо світу та сімейне коло. З самого дитинства художниця експериментувала з різними техніками та стилями, навіть брала участь у розпису храму. Разом із чоловіком, Дар’я відвідала такі країни, як США, Іспанія, Камбоджа, Таїланд, Індія, Шрі-Ланка, Чорногорія, Сербія, Боснія і Герцеговина, та інші. Кожна з подорожей надихала на створення нових колекцій картин, які художниця регулярно представляє публіці як в Україні, так і за її межами.

## Експозиції
2013
- Участь в експозиції “необыЧАЙно” в обласному центрі культури та мистецтва
- Персональна виставка живопису “Щастя” у виставковій галереї “Бузок”
- Участь у Всеукраїнській “Різдвяній виставці” у Київському будинку художника

2014
- Участь у Всеукраїнській експозиції в Києві, присвяченій 200-річчю з дня народження Т. Г. Шевченка
- Участь в арт-проекті “Материнство” в галереї “Мистецтво Слобожанщини” обласного центра культури та мистецтва
- Персональна виставка живопису “Щастя у котах” в галереї ХГАДИ
- Персональна виставка живопису “Кава з котом” в італійській кав'ярні “Бариста”
- Участь в експозиції, присвяченій Репіну, у Будинку Художника
- Участь у республіканській виставі у Київському будинку художника, до Всеукраїнського Дня Художника
- Участь в Благодійній акції “Окно в мир”

2015
- Персональна виставка робіт, написаних в Індії та Чорногорії “With love from…” у виставковому центрі “Бузок”
- Участь в обласній “Анімалістичній виставці” в Будинку Художника в Харкові
- Персональна експозиція в ТРЦ “Караван”, м. Харків
- Участь в обласній виставці “Ню” в Будинку Художника в Харкові
- Участь в республіканській виставці в Будинку Художника у Харкові до Всеукраїнського Дня Художника
- Персонально виставка живопису в галереї “Palladium” в Харкові
- Персональна виставка “Ярмарок Щастя” у виставковому центрі “Бузок”
- Учать у Всеукраїнській “Різдвяній виставці” у Київському будинку художника
- Персональна виставка “Різдвяний ярмарок” у виставковому центрі “Бузок”

2016
- Персональна виставка “День Святого Валентина” у виставковому центрі “Бузок”
- Персональна експозиція картин до дня 8 березня в ТРЦ “Караван”
- Участь в міжнародній експозиції “par ZACo fine Arts”  у Брюселі, Бельгія
- Участь у республіканській виставці в Будинку Художника у Харкові, присвяченій 25-річчю Дня Незалежності України
- Участь у республіканській виставці в Будинку Художника у Києві, присвяченій 25-річчю Дня Незалежності України
- Персонально виставка “Любимая Семья” в виставковому центрі “Бузок”